# Euro Hockey League masculin 2025-2026
Navigation
2024-2025 2026-2027
L'Euro Hockey League masculin 2025-2026 sera la 19e édition de l'Euro Hockey League, tournoi masculin des clubs de hockey sur gazon en Europe, organisé par la Fédération européenne de hockey.

## Format
Le format de la compétition est le même que la saison précédente:
- Une phase de qualification composée de deux tours de qualification dont le dernier est dit KO8.
- Une phase finale de 8 équipes en trois tours décomposée en quarts de finale, demi-finales et finales.
- tous les matchs se déroulent dans deux villes hôtes différentes (une en phase préliminaire et une en phase finale).

## Participants

### Nombre de places par association
La répartition pour la saison 2025-2026 est la suivante:
- Les associations aux places 1 à 3 du coefficient EHF peuvent engager trois équipes.
- Les associations aux places 4 à 6 peuvent engager deux équipes.
- Les associations aux places 7 à 11 peuvent engager une équipe.

### Clubs participants
| Phase finale | Phase finale | Phase finale | Phase finale | Phase finale | Phase finale | Phase finale | Phase finale | Phase finale | Phase finale | Phase finale | Phase finale | Phase finale | Phase finale | Phase finale | Phase finale |
| --- | --- | --- | --- | --- | --- | --- | --- | --- | --- | --- | --- | --- | --- | --- | --- |
| - AH&BC Amsterdam : Champion des Pays-Bas 2024-2025 - La Gantoise HC : Champion de Belgique 2024-2025 | - AH&BC Amsterdam : Champion des Pays-Bas 2024-2025 - La Gantoise HC : Champion de Belgique 2024-2025 | - AH&BC Amsterdam : Champion des Pays-Bas 2024-2025 - La Gantoise HC : Champion de Belgique 2024-2025 | - AH&BC Amsterdam : Champion des Pays-Bas 2024-2025 - La Gantoise HC : Champion de Belgique 2024-2025 | - AH&BC Amsterdam : Champion des Pays-Bas 2024-2025 - La Gantoise HC : Champion de Belgique 2024-2025 | - AH&BC Amsterdam : Champion des Pays-Bas 2024-2025 - La Gantoise HC : Champion de Belgique 2024-2025 | - AH&BC Amsterdam : Champion des Pays-Bas 2024-2025 - La Gantoise HC : Champion de Belgique 2024-2025 | - AH&BC Amsterdam : Champion des Pays-Bas 2024-2025 - La Gantoise HC : Champion de Belgique 2024-2025 | - Surbiton HC : Champion d'Angleterre 2024-2025 - Crefelder HTC : Champion d'Allemagne 2024-2025 | - Surbiton HC : Champion d'Angleterre 2024-2025 - Crefelder HTC : Champion d'Allemagne 2024-2025 | - Surbiton HC : Champion d'Angleterre 2024-2025 - Crefelder HTC : Champion d'Allemagne 2024-2025 | - Surbiton HC : Champion d'Angleterre 2024-2025 - Crefelder HTC : Champion d'Allemagne 2024-2025 | - Surbiton HC : Champion d'Angleterre 2024-2025 - Crefelder HTC : Champion d'Allemagne 2024-2025 | - Surbiton HC : Champion d'Angleterre 2024-2025 - Crefelder HTC : Champion d'Allemagne 2024-2025 | - Surbiton HC : Champion d'Angleterre 2024-2025 - Crefelder HTC : Champion d'Allemagne 2024-2025 | - Surbiton HC : Champion d'Angleterre 2024-2025 - Crefelder HTC : Champion d'Allemagne 2024-2025 |
| Phase préliminaire | | | | | | | | | | | | | | | |
| - SV Kampong : 2e des Pays-Bas 2024-2025 - HC Bloemendaal : Vainqueur de la phase régulière des Pays-Bas 2024-2025 - Royal Léopold Club : 2e de Belgique 2024-2025 - Braxgata HC : 3e de Belgique 2024-2025 - Old Georgians HC : 2e d'Angleterre 2024-2025 - Wimbledon HC : 3e d'Angleterre 2024-2025 - Hamburger Polo Club : Vainqueur de la phase régulière d'Allemagne 2024-2025 - Real Club de Polo : Champion d'Espagne 2024-2025 | - SV Kampong : 2e des Pays-Bas 2024-2025 - HC Bloemendaal : Vainqueur de la phase régulière des Pays-Bas 2024-2025 - Royal Léopold Club : 2e de Belgique 2024-2025 - Braxgata HC : 3e de Belgique 2024-2025 - Old Georgians HC : 2e d'Angleterre 2024-2025 - Wimbledon HC : 3e d'Angleterre 2024-2025 - Hamburger Polo Club : Vainqueur de la phase régulière d'Allemagne 2024-2025 - Real Club de Polo : Champion d'Espagne 2024-2025 | - SV Kampong : 2e des Pays-Bas 2024-2025 - HC Bloemendaal : Vainqueur de la phase régulière des Pays-Bas 2024-2025 - Royal Léopold Club : 2e de Belgique 2024-2025 - Braxgata HC : 3e de Belgique 2024-2025 - Old Georgians HC : 2e d'Angleterre 2024-2025 - Wimbledon HC : 3e d'Angleterre 2024-2025 - Hamburger Polo Club : Vainqueur de la phase régulière d'Allemagne 2024-2025 - Real Club de Polo : Champion d'Espagne 2024-2025 | - SV Kampong : 2e des Pays-Bas 2024-2025 - HC Bloemendaal : Vainqueur de la phase régulière des Pays-Bas 2024-2025 - Royal Léopold Club : 2e de Belgique 2024-2025 - Braxgata HC : 3e de Belgique 2024-2025 - Old Georgians HC : 2e d'Angleterre 2024-2025 - Wimbledon HC : 3e d'Angleterre 2024-2025 - Hamburger Polo Club : Vainqueur de la phase régulière d'Allemagne 2024-2025 - Real Club de Polo : Champion d'Espagne 2024-2025 | - SV Kampong : 2e des Pays-Bas 2024-2025 - HC Bloemendaal : Vainqueur de la phase régulière des Pays-Bas 2024-2025 - Royal Léopold Club : 2e de Belgique 2024-2025 - Braxgata HC : 3e de Belgique 2024-2025 - Old Georgians HC : 2e d'Angleterre 2024-2025 - Wimbledon HC : 3e d'Angleterre 2024-2025 - Hamburger Polo Club : Vainqueur de la phase régulière d'Allemagne 2024-2025 - Real Club de Polo : Champion d'Espagne 2024-2025 | - SV Kampong : 2e des Pays-Bas 2024-2025 - HC Bloemendaal : Vainqueur de la phase régulière des Pays-Bas 2024-2025 - Royal Léopold Club : 2e de Belgique 2024-2025 - Braxgata HC : 3e de Belgique 2024-2025 - Old Georgians HC : 2e d'Angleterre 2024-2025 - Wimbledon HC : 3e d'Angleterre 2024-2025 - Hamburger Polo Club : Vainqueur de la phase régulière d'Allemagne 2024-2025 - Real Club de Polo : Champion d'Espagne 2024-2025 | - SV Kampong : 2e des Pays-Bas 2024-2025 - HC Bloemendaal : Vainqueur de la phase régulière des Pays-Bas 2024-2025 - Royal Léopold Club : 2e de Belgique 2024-2025 - Braxgata HC : 3e de Belgique 2024-2025 - Old Georgians HC : 2e d'Angleterre 2024-2025 - Wimbledon HC : 3e d'Angleterre 2024-2025 - Hamburger Polo Club : Vainqueur de la phase régulière d'Allemagne 2024-2025 - Real Club de Polo : Champion d'Espagne 2024-2025 | - SV Kampong : 2e des Pays-Bas 2024-2025 - HC Bloemendaal : Vainqueur de la phase régulière des Pays-Bas 2024-2025 - Royal Léopold Club : 2e de Belgique 2024-2025 - Braxgata HC : 3e de Belgique 2024-2025 - Old Georgians HC : 2e d'Angleterre 2024-2025 - Wimbledon HC : 3e d'Angleterre 2024-2025 - Hamburger Polo Club : Vainqueur de la phase régulière d'Allemagne 2024-2025 - Real Club de Polo : Champion d'Espagne 2024-2025 | - Club Campo de Madrid : Vainqueur de la Coupe d'Espagne 2024-2025 - CA Montrouge : Champion de France 2024-2025 - Saint-Germain HC : 2e de France 2024-2025 - Banbridge HC : Champion d'Irlande 2024-2025 - HC Wien : Champion d'Autriche 2024-2025 - Western Wildcats HC : Champion d'Écosse 2024-2025 - SK Slavia Prague : Champion de Tchéquie 2024-2025 - HC Olten : Champion de Suisse 2024-2025 | - Club Campo de Madrid : Vainqueur de la Coupe d'Espagne 2024-2025 - CA Montrouge : Champion de France 2024-2025 - Saint-Germain HC : 2e de France 2024-2025 - Banbridge HC : Champion d'Irlande 2024-2025 - HC Wien : Champion d'Autriche 2024-2025 - Western Wildcats HC : Champion d'Écosse 2024-2025 - SK Slavia Prague : Champion de Tchéquie 2024-2025 - HC Olten : Champion de Suisse 2024-2025 | - Club Campo de Madrid : Vainqueur de la Coupe d'Espagne 2024-2025 - CA Montrouge : Champion de France 2024-2025 - Saint-Germain HC : 2e de France 2024-2025 - Banbridge HC : Champion d'Irlande 2024-2025 - HC Wien : Champion d'Autriche 2024-2025 - Western Wildcats HC : Champion d'Écosse 2024-2025 - SK Slavia Prague : Champion de Tchéquie 2024-2025 - HC Olten : Champion de Suisse 2024-2025 | - Club Campo de Madrid : Vainqueur de la Coupe d'Espagne 2024-2025 - CA Montrouge : Champion de France 2024-2025 - Saint-Germain HC : 2e de France 2024-2025 - Banbridge HC : Champion d'Irlande 2024-2025 - HC Wien : Champion d'Autriche 2024-2025 - Western Wildcats HC : Champion d'Écosse 2024-2025 - SK Slavia Prague : Champion de Tchéquie 2024-2025 - HC Olten : Champion de Suisse 2024-2025 | - Club Campo de Madrid : Vainqueur de la Coupe d'Espagne 2024-2025 - CA Montrouge : Champion de France 2024-2025 - Saint-Germain HC : 2e de France 2024-2025 - Banbridge HC : Champion d'Irlande 2024-2025 - HC Wien : Champion d'Autriche 2024-2025 - Western Wildcats HC : Champion d'Écosse 2024-2025 - SK Slavia Prague : Champion de Tchéquie 2024-2025 - HC Olten : Champion de Suisse 2024-2025 | - Club Campo de Madrid : Vainqueur de la Coupe d'Espagne 2024-2025 - CA Montrouge : Champion de France 2024-2025 - Saint-Germain HC : 2e de France 2024-2025 - Banbridge HC : Champion d'Irlande 2024-2025 - HC Wien : Champion d'Autriche 2024-2025 - Western Wildcats HC : Champion d'Écosse 2024-2025 - SK Slavia Prague : Champion de Tchéquie 2024-2025 - HC Olten : Champion de Suisse 2024-2025 | - Club Campo de Madrid : Vainqueur de la Coupe d'Espagne 2024-2025 - CA Montrouge : Champion de France 2024-2025 - Saint-Germain HC : 2e de France 2024-2025 - Banbridge HC : Champion d'Irlande 2024-2025 - HC Wien : Champion d'Autriche 2024-2025 - Western Wildcats HC : Champion d'Écosse 2024-2025 - SK Slavia Prague : Champion de Tchéquie 2024-2025 - HC Olten : Champion de Suisse 2024-2025 | - Club Campo de Madrid : Vainqueur de la Coupe d'Espagne 2024-2025 - CA Montrouge : Champion de France 2024-2025 - Saint-Germain HC : 2e de France 2024-2025 - Banbridge HC : Champion d'Irlande 2024-2025 - HC Wien : Champion d'Autriche 2024-2025 - Western Wildcats HC : Champion d'Écosse 2024-2025 - SK Slavia Prague : Champion de Tchéquie 2024-2025 - HC Olten : Champion de Suisse 2024-2025 |

## Phase préliminaire
Le 7 juillet 2025, le club espagnol du Real Club de Polo a été désigné club organisateur de la phase préliminaire qui se tiendra du 9 au 12 octobre 2025 à Barcelone en Espagne. Le tirage au sort se tiendra le 15 juillet 2025.

### Tirage au sort
| # | Tête de série       |
| - | ------------------- |
| 5 | SV Kampong          |
| 6 | Royal Léopold Club  |
| 7 | Old Georgians HC    |
| 8 | Hamburger Polo Club |

| #  | Non tête de série    |
| -- | -------------------- |
| 9  | HC Bloemendaal       |
| 10 | Braxgata HC          |
| 11 | Wimbledon HC         |
| 12 | Real Club de Polo    |
| 13 | Club Campo de Madrid |
| 14 | CA Montrouge         |
| 15 | Saint-Germain HC     |
| 16 | Banbridge HC         |
| 17 | HC Wien              |
| 18 | Western Wildcats HC  |
| 19 | SK Slavia Prague     |
| 20 | HC Olten             |

### Tableaux préliminaires
|  | Knockout 16                       | Knockout 16                       | Knockout 16                       | Knockout 16                       |   |   | Knockout 8                         | Knockout 8                         | Knockout 8                         | Knockout 8                         |
|  |                                   |                                   |                                   |                                   |   |   |                                    |                                    |                                    |                                    |
|  | 9 octobre 2025 ou 11 octobre 2025 | 9 octobre 2025 ou 11 octobre 2025 | 9 octobre 2025 ou 11 octobre 2025 | 9 octobre 2025 ou 11 octobre 2025 |   |   | 10 octobre 2025 ou 12 octobre 2025 | 10 octobre 2025 ou 12 octobre 2025 | 10 octobre 2025 ou 12 octobre 2025 | 10 octobre 2025 ou 12 octobre 2025 |
|  | 5                                 | SV Kampong                        | -                                 | -                                 |   |   | 10 octobre 2025 ou 12 octobre 2025 | 10 octobre 2025 ou 12 octobre 2025 | 10 octobre 2025 ou 12 octobre 2025 | 10 octobre 2025 ou 12 octobre 2025 |
|  | 5                                 | SV Kampong                        | -                                 | -                                 |   |   | 10 octobre 2025 ou 12 octobre 2025 | 10 octobre 2025 ou 12 octobre 2025 | 10 octobre 2025 ou 12 octobre 2025 | 10 octobre 2025 ou 12 octobre 2025 |
|  | 12                                | Real Club de Polo                 | -                                 | -                                 |   |   | 10 octobre 2025 ou 12 octobre 2025 | 10 octobre 2025 ou 12 octobre 2025 | 10 octobre 2025 ou 12 octobre 2025 | 10 octobre 2025 ou 12 octobre 2025 |
|  | 12                                | Real Club de Polo                 | -                                 | -                                 | - |   | -                                  | -                                  |                                    |                                    |
|  | 9 octobre 2025 ou 11 octobre 2025 |                                   |                                   |                                   | - |   | -                                  | -                                  |                                    |                                    |
|  |                                   |                                   | -                                 |                                   | - | - |                                    |                                    |                                    |                                    |
|  | 18                                | Western Wildcats HC               | -                                 | -                                 | - | - |                                    |                                    |                                    |                                    |
|  | 18                                | Western Wildcats HC               |                                   | -                                 | - |   |                                    |                                    |                                    |                                    |
|  | 10                                | Braxgata HC                       | -                                 | -                                 |   |   |                                    |                                    |                                    |                                    |
|  | 10                                | Braxgata HC                       | -                                 | -                                 |   |   |                                    |                                    |                                    |                                    |

|  | Knockout 16                       | Knockout 16                       | Knockout 16                       | Knockout 16                       |   |   | Knockout 8                         | Knockout 8                         | Knockout 8                         | Knockout 8                         |
|  |                                   |                                   |                                   |                                   |   |   |                                    |                                    |                                    |                                    |
|  | 9 octobre 2025 ou 11 octobre 2025 | 9 octobre 2025 ou 11 octobre 2025 | 9 octobre 2025 ou 11 octobre 2025 | 9 octobre 2025 ou 11 octobre 2025 |   |   | 10 octobre 2025 ou 12 octobre 2025 | 10 octobre 2025 ou 12 octobre 2025 | 10 octobre 2025 ou 12 octobre 2025 | 10 octobre 2025 ou 12 octobre 2025 |
|  | 8                                 | Hamburger Polo Club               | -                                 | -                                 |   |   | 10 octobre 2025 ou 12 octobre 2025 | 10 octobre 2025 ou 12 octobre 2025 | 10 octobre 2025 ou 12 octobre 2025 | 10 octobre 2025 ou 12 octobre 2025 |
|  | 8                                 | Hamburger Polo Club               | -                                 | -                                 |   |   | 10 octobre 2025 ou 12 octobre 2025 | 10 octobre 2025 ou 12 octobre 2025 | 10 octobre 2025 ou 12 octobre 2025 | 10 octobre 2025 ou 12 octobre 2025 |
|  | 11                                | Wimbledon HC                      | -                                 | -                                 |   |   | 10 octobre 2025 ou 12 octobre 2025 | 10 octobre 2025 ou 12 octobre 2025 | 10 octobre 2025 ou 12 octobre 2025 | 10 octobre 2025 ou 12 octobre 2025 |
|  | 11                                | Wimbledon HC                      | -                                 | -                                 | - |   | -                                  | -                                  |                                    |                                    |
|  | 9 octobre 2025 ou 11 octobre 2025 |                                   |                                   |                                   | - |   | -                                  | -                                  |                                    |                                    |
|  |                                   |                                   | -                                 |                                   | - | - |                                    |                                    |                                    |                                    |
|  | 15                                | Saint-Germain HC                  | -                                 | -                                 | - | - |                                    |                                    |                                    |                                    |
|  | 15                                | Saint-Germain HC                  |                                   | -                                 | - |   |                                    |                                    |                                    |                                    |
|  | 19                                | SK Slavia Prague                  | -                                 | -                                 |   |   |                                    |                                    |                                    |                                    |
|  | 19                                | SK Slavia Prague                  | -                                 | -                                 |   |   |                                    |                                    |                                    |                                    |

|  | Knockout 16                       | Knockout 16                       | Knockout 16                       | Knockout 16                       |   |   | Knockout 8                         | Knockout 8                         | Knockout 8                         | Knockout 8                         |
|  |                                   |                                   |                                   |                                   |   |   |                                    |                                    |                                    |                                    |
|  | 9 octobre 2025 ou 11 octobre 2025 | 9 octobre 2025 ou 11 octobre 2025 | 9 octobre 2025 ou 11 octobre 2025 | 9 octobre 2025 ou 11 octobre 2025 |   |   | 10 octobre 2025 ou 12 octobre 2025 | 10 octobre 2025 ou 12 octobre 2025 | 10 octobre 2025 ou 12 octobre 2025 | 10 octobre 2025 ou 12 octobre 2025 |
|  | 6                                 | Royal Léopold Club                | -                                 | -                                 |   |   | 10 octobre 2025 ou 12 octobre 2025 | 10 octobre 2025 ou 12 octobre 2025 | 10 octobre 2025 ou 12 octobre 2025 | 10 octobre 2025 ou 12 octobre 2025 |
|  | 6                                 | Royal Léopold Club                | -                                 | -                                 |   |   | 10 octobre 2025 ou 12 octobre 2025 | 10 octobre 2025 ou 12 octobre 2025 | 10 octobre 2025 ou 12 octobre 2025 | 10 octobre 2025 ou 12 octobre 2025 |
|  | 17                                | HC Wien                           | -                                 | -                                 |   |   | 10 octobre 2025 ou 12 octobre 2025 | 10 octobre 2025 ou 12 octobre 2025 | 10 octobre 2025 ou 12 octobre 2025 | 10 octobre 2025 ou 12 octobre 2025 |
|  | 17                                | HC Wien                           | -                                 | -                                 | - |   | -                                  | -                                  |                                    |                                    |
|  | 9 octobre 2025 ou 11 octobre 2025 |                                   |                                   |                                   | - |   | -                                  | -                                  |                                    |                                    |
|  |                                   |                                   | -                                 |                                   | - | - |                                    |                                    |                                    |                                    |
|  | 13                                | Club Campo de Madrid              | -                                 | -                                 | - | - |                                    |                                    |                                    |                                    |
|  | 13                                | Club Campo de Madrid              |                                   | -                                 | - |   |                                    |                                    |                                    |                                    |
|  | 14                                | CA Montrouge                      | -                                 | -                                 |   |   |                                    |                                    |                                    |                                    |
|  | 14                                | CA Montrouge                      | -                                 | -                                 |   |   |                                    |                                    |                                    |                                    |

|  | Knockout 16                       | Knockout 16                       | Knockout 16                       | Knockout 16                       |   |   | Knockout 8                         | Knockout 8                         | Knockout 8                         | Knockout 8                         |
|  |                                   |                                   |                                   |                                   |   |   |                                    |                                    |                                    |                                    |
|  | 9 octobre 2025 ou 11 octobre 2025 | 9 octobre 2025 ou 11 octobre 2025 | 9 octobre 2025 ou 11 octobre 2025 | 9 octobre 2025 ou 11 octobre 2025 |   |   | 10 octobre 2025 ou 12 octobre 2025 | 10 octobre 2025 ou 12 octobre 2025 | 10 octobre 2025 ou 12 octobre 2025 | 10 octobre 2025 ou 12 octobre 2025 |
|  | 7                                 | Old Georgians HC                  | -                                 | -                                 |   |   | 10 octobre 2025 ou 12 octobre 2025 | 10 octobre 2025 ou 12 octobre 2025 | 10 octobre 2025 ou 12 octobre 2025 | 10 octobre 2025 ou 12 octobre 2025 |
|  | 7                                 | Old Georgians HC                  | -                                 | -                                 |   |   | 10 octobre 2025 ou 12 octobre 2025 | 10 octobre 2025 ou 12 octobre 2025 | 10 octobre 2025 ou 12 octobre 2025 | 10 octobre 2025 ou 12 octobre 2025 |
|  | 20                                | HC Olten                          | -                                 | -                                 |   |   | 10 octobre 2025 ou 12 octobre 2025 | 10 octobre 2025 ou 12 octobre 2025 | 10 octobre 2025 ou 12 octobre 2025 | 10 octobre 2025 ou 12 octobre 2025 |
|  | 20                                | HC Olten                          | -                                 | -                                 | - |   | -                                  | -                                  |                                    |                                    |
|  | 9 octobre 2025 ou 11 octobre 2025 |                                   |                                   |                                   | - |   | -                                  | -                                  |                                    |                                    |
|  |                                   |                                   | -                                 |                                   | - | - |                                    |                                    |                                    |                                    |
|  | 16                                | Banbridge HC                      | -                                 | -                                 | - | - |                                    |                                    |                                    |                                    |
|  | 16                                | Banbridge HC                      |                                   | -                                 | - |   |                                    |                                    |                                    |                                    |
|  | 9                                 | HC Bloemendaal                    | -                                 | -                                 |   |   |                                    |                                    |                                    |                                    |
|  | 9                                 | HC Bloemendaal                    | -                                 | -                                 |   |   |                                    |                                    |                                    |                                    |

### Premier tour préliminaire
| Match 1              | Saint-Germain HC | -   | SK Slavia Prague |                             |                             |
| 9 octobre 2025 11h15 |                  | (-) |                  | Arbitrage : Arbitre vidéo : | Arbitrage : Arbitre vidéo : |
| 9 octobre 2025 11h15 | [ Rapport]       |     |                  | Arbitrage : Arbitre vidéo : | Arbitrage : Arbitre vidéo : |

| Match 2              | Wimbledon HC | -   | Hamburger Polo Club |                             |                             |
| 9 octobre 2025 13h30 |              | (-) |                     | Arbitrage : Arbitre vidéo : | Arbitrage : Arbitre vidéo : |
| 9 octobre 2025 13h30 | [ Rapport]   |     |                     | Arbitrage : Arbitre vidéo : | Arbitrage : Arbitre vidéo : |

| Match 3              | HC Wien    | -   | Royal Léopold Club |                             |                             |
| 9 octobre 2025 15h45 |            | (-) |                    | Arbitrage : Arbitre vidéo : | Arbitrage : Arbitre vidéo : |
| 9 octobre 2025 15h45 | [ Rapport] |     |                    | Arbitrage : Arbitre vidéo : | Arbitrage : Arbitre vidéo : |

| Match 4              | Club Campo de Madrid | -   | CA Montrouge |                             |                             |
| 9 octobre 2025 18h00 |                      | (-) |              | Arbitrage : Arbitre vidéo : | Arbitrage : Arbitre vidéo : |
| 9 octobre 2025 18h00 | [ Rapport]           |     |              | Arbitrage : Arbitre vidéo : | Arbitrage : Arbitre vidéo : |

| Match 9               | Western Wildcats HC | -   | Braxgata HC |                             |                             |
| 11 octobre 2025 09h45 |                     | (-) |             | Arbitrage : Arbitre vidéo : | Arbitrage : Arbitre vidéo : |
| 11 octobre 2025 09h45 | [ Rapport]          |     |             | Arbitrage : Arbitre vidéo : | Arbitrage : Arbitre vidéo : |

| Match 10              | Real Club de Polo | -   | SV Kampong |                             |                             |
| 11 octobre 2025 12h00 |                   | (-) |            | Arbitrage : Arbitre vidéo : | Arbitrage : Arbitre vidéo : |
| 11 octobre 2025 12h00 | [ Rapport]        |     |            | Arbitrage : Arbitre vidéo : | Arbitrage : Arbitre vidéo : |

| Match 11              | Banbridge HC | -   | HC Bloemendaal |                             |                             |
| 11 octobre 2025 14h15 |              | (-) |                | Arbitrage : Arbitre vidéo : | Arbitrage : Arbitre vidéo : |
| 11 octobre 2025 14h15 | [ Rapport]   |     |                | Arbitrage : Arbitre vidéo : | Arbitrage : Arbitre vidéo : |

| Match 12              | Old Georgians HC | -   | HC Olten |                             |                             |
| 11 octobre 2025 16h30 |                  | (-) |          | Arbitrage : Arbitre vidéo : | Arbitrage : Arbitre vidéo : |
| 11 octobre 2025 16h30 | [ Rapport]       |     |          | Arbitrage : Arbitre vidéo : | Arbitrage : Arbitre vidéo : |

### Matchs pour la13eplace
| Match 5               |            | -   |  |                             |                             |
| 10 octobre 2025 11h15 |            | (-) |  | Arbitrage : Arbitre vidéo : | Arbitrage : Arbitre vidéo : |
| 10 octobre 2025 11h15 | [ Rapport] |     |  | Arbitrage : Arbitre vidéo : | Arbitrage : Arbitre vidéo : |

| Match 7               |            | -   |  |                             |                             |
| 10 octobre 2025 15h45 |            | (-) |  | Arbitrage : Arbitre vidéo : | Arbitrage : Arbitre vidéo : |
| 10 octobre 2025 15h45 | [ Rapport] |     |  | Arbitrage : Arbitre vidéo : | Arbitrage : Arbitre vidéo : |

| Match 13              |            | -   |  |                             |                             |
| 12 octobre 2025 09h45 |            | (-) |  | Arbitrage : Arbitre vidéo : | Arbitrage : Arbitre vidéo : |
| 12 octobre 2025 09h45 | [ Rapport] |     |  | Arbitrage : Arbitre vidéo : | Arbitrage : Arbitre vidéo : |

| Match 16              |            | -   |  |                             |                             |
| 12 octobre 2025 16h30 |            | (-) |  | Arbitrage : Arbitre vidéo : | Arbitrage : Arbitre vidéo : |
| 12 octobre 2025 16h30 | [ Rapport] |     |  | Arbitrage : Arbitre vidéo : | Arbitrage : Arbitre vidéo : |

### Deuxième tour préliminaire
| Match 6               |            | -   |  |                             |                             |
| 10 octobre 2025 13h30 |            | (-) |  | Arbitrage : Arbitre vidéo : | Arbitrage : Arbitre vidéo : |
| 10 octobre 2025 13h30 | [ Rapport] |     |  | Arbitrage : Arbitre vidéo : | Arbitrage : Arbitre vidéo : |

| Match 8               |            | -   |  |                             |                             |
| 10 octobre 2025 18h00 |            | (-) |  | Arbitrage : Arbitre vidéo : | Arbitrage : Arbitre vidéo : |
| 10 octobre 2025 18h00 | [ Rapport] |     |  | Arbitrage : Arbitre vidéo : | Arbitrage : Arbitre vidéo : |

| Match 14              |            | -   |  |                             |                             |
| 12 octobre 2025 12h00 |            | (-) |  | Arbitrage : Arbitre vidéo : | Arbitrage : Arbitre vidéo : |
| 12 octobre 2025 12h00 | [ Rapport] |     |  | Arbitrage : Arbitre vidéo : | Arbitrage : Arbitre vidéo : |

| Match 15              |            | -   |  |                             |                             |
| 12 octobre 2025 14h15 |            | (-) |  | Arbitrage : Arbitre vidéo : | Arbitrage : Arbitre vidéo : |
| 12 octobre 2025 14h15 | [ Rapport] |     |  | Arbitrage : Arbitre vidéo : | Arbitrage : Arbitre vidéo : |

## Phase finale

### Tirage au sort
| # | Qualifiés directement pour la phase finale |
| - | ------------------------------------------ |
| 1 | AH&BC Amsterdam                            |
| 2 | La Gantoise HC                             |
| 3 | Surbiton HC                                |
| 4 | Crefelder HTC                              |

| # | Qualifiés via la phase préliminaire |
| - | ----------------------------------- |
|   |                                     |
|   |                                     |
|   |                                     |
|   |                                     |

### Tableau final
|  | Quarts de finale             | Quarts de finale             | Quarts de finale             | Quarts de finale             |                               |                               | Demi-finales                  | Demi-finales                  | Demi-finales                 | Demi-finales                 |              |              | Finale       | Finale       | Finale       | Finale       |
|  |                              |                              |                              |                              |                               |                               |                               |                               |                              |                              |              |              |              |              |              |              |
|  | 2 avril 2026 ou 3 avril 2026 | 2 avril 2026 ou 3 avril 2026 | 2 avril 2026 ou 3 avril 2026 | 2 avril 2026 ou 3 avril 2026 |                               |                               | 4 avril 2026 ou 5 avril 2026  | 4 avril 2026 ou 5 avril 2026  | 4 avril 2026 ou 5 avril 2026 | 4 avril 2026 ou 5 avril 2026 |              |              | 6 avril 2026 | 6 avril 2026 | 6 avril 2026 | 6 avril 2026 |
|  | 2 avril 2026 ou 3 avril 2026 | 2 avril 2026 ou 3 avril 2026 | 2 avril 2026 ou 3 avril 2026 | 2 avril 2026 ou 3 avril 2026 |                               |                               | 4 avril 2026 ou 5 avril 2026  | 4 avril 2026 ou 5 avril 2026  | 4 avril 2026 ou 5 avril 2026 | 4 avril 2026 ou 5 avril 2026 |              |              | 6 avril 2026 | 6 avril 2026 | 6 avril 2026 | 6 avril 2026 |
|  | 1                            | AH&BC Amsterdam              |                              |                              |                               |                               | 4 avril 2026 ou 5 avril 2026  | 4 avril 2026 ou 5 avril 2026  | 4 avril 2026 ou 5 avril 2026 | 4 avril 2026 ou 5 avril 2026 |              |              | 6 avril 2026 | 6 avril 2026 | 6 avril 2026 | 6 avril 2026 |
|  | 1                            | AH&BC Amsterdam              |                              |                              |                               |                               | 4 avril 2026 ou 5 avril 2026  | 4 avril 2026 ou 5 avril 2026  | 4 avril 2026 ou 5 avril 2026 | 4 avril 2026 ou 5 avril 2026 |              |              | 6 avril 2026 | 6 avril 2026 | 6 avril 2026 | 6 avril 2026 |
|  | -                            |                              |                              |                              |                               |                               | 4 avril 2026 ou 5 avril 2026  | 4 avril 2026 ou 5 avril 2026  | 4 avril 2026 ou 5 avril 2026 | 4 avril 2026 ou 5 avril 2026 |              |              | 6 avril 2026 | 6 avril 2026 | 6 avril 2026 | 6 avril 2026 |
|  | -                            |                              |                              |                              |                               |                               |                               |                               |                              |                              |              |              | 6 avril 2026 | 6 avril 2026 | 6 avril 2026 | 6 avril 2026 |
|  | 2 avril 2026 ou 3 avril 2026 |                              |                              |                              |                               |                               |                               |                               |                              |                              |              |              | 6 avril 2026 | 6 avril 2026 | 6 avril 2026 | 6 avril 2026 |
|  |                              |                              | -                            |                              |                               |                               |                               |                               |                              |                              |              |              | 6 avril 2026 | 6 avril 2026 | 6 avril 2026 | 6 avril 2026 |
|  | 4                            | Crefelder HTC                |                              |                              |                               |                               |                               |                               |                              |                              |              |              | 6 avril 2026 | 6 avril 2026 | 6 avril 2026 | 6 avril 2026 |
|  | 4                            | Crefelder HTC                | 4 avril 2026 ou 5 avril 2026 |                              |                               |                               |                               |                               |                              |                              |              |              | 6 avril 2026 | 6 avril 2026 | 6 avril 2026 | 6 avril 2026 |
|  | -                            |                              |                              |                              |                               |                               |                               |                               |                              |                              |              |              | 6 avril 2026 | 6 avril 2026 | 6 avril 2026 | 6 avril 2026 |
|  | -                            |                              |                              |                              |                               |                               |                               |                               |                              |                              |              |              |              |              |              |              |
|  | 2 avril 2026 ou 3 avril 2026 |                              |                              |                              |                               |                               |                               |                               |                              |                              |              |              |              |              |              |              |
|  |                              |                              | -                            |                              |                               |                               |                               |                               |                              |                              |              |              |              |              |              |              |
|  | 2                            | La Gantoise HC               |                              |                              |                               |                               |                               |                               |                              |                              |              |              |              |              |              |              |
|  | 2                            | La Gantoise HC               |                              |                              |                               |                               |                               |                               |                              |                              |              |              |              |              |              |              |
|  | -                            |                              |                              |                              |                               |                               |                               |                               |                              |                              |              |              |              |              |              |              |
|  | -                            |                              |                              |                              | Match pour la troisième place | Match pour la troisième place | Match pour la troisième place | Match pour la troisième place |                              |                              |              |              |              |              |              |              |
|  | -                            | 2 avril 2026 ou 3 avril 2026 |                              |                              | Match pour la troisième place | Match pour la troisième place | Match pour la troisième place | Match pour la troisième place |                              |                              |              |              |              |              |              |              |
|  |                              |                              | -                            |                              |                               |                               |                               |                               | 6 avril 2026                 | 6 avril 2026                 | 6 avril 2026 | 6 avril 2026 |              |              |              |              |
|  | 3                            | Surbiton HC                  | -                            |                              |                               |                               |                               |                               | 6 avril 2026                 | 6 avril 2026                 | 6 avril 2026 | 6 avril 2026 |              |              |              |              |
|  | 3                            | Surbiton HC                  |                              |                              |                               |                               |                               | -                             |                              |                              |              |              |              |              |              |              |
|  | -                            |                              |                              |                              |                               |                               |                               |                               |                              |                              |              |              |              |              |              |              |
|  | -                            |                              |                              |                              |                               |                               |                               |                               |                              |                              |              |              |              |              |              |              |
|  |                              |                              |                              |                              |                               |                               |                               |                               |                              |                              |              |              |              |              |              |              |